# Lijst van voetbalinterlands San Marino - Zweden
Deze lijst van voetbalinterlands is een overzicht van alle officiële voetbalwedstrijden tussen de nationale teams van San Marino en Zweden. De landen speelden tot op heden vier keer tegen elkaar. De eerste ontmoeting, een kwalificatiewedstrijd voor het Europees kampioenschap voetbal 2004, werd gespeeld in Serravalle op 7 juni 2003. Het laatste duel, een kwalificatiewedstrijd voor het Europees kampioenschap voetbal 2012, vond plaats op 6 september 2011 in Serravalle.

## Wedstrijden
| № | Plaats     | Datum            | Competitie           | Wedstrijd           | Uitslag |
| - | ---------- | ---------------- | -------------------- | ------------------- | ------- |
| 1 | Serravalle | 7 juni 2003      | EK 2004 kwalificatie | San Marino – Zweden | 0 – 6   |
| 2 | Gotenburg  | 6 september 2003 | EK 2004 kwalificatie | Zweden – San Marino | 5 – 0   |
| 3 | Malmö      | 7 september 2010 | EK 2012 kwalificatie | Zweden – San Marino | 6 – 0   |
| 4 | Serravalle | 6 september 2011 | EK 2012 kwalificatie | San Marino – Zweden | 0 – 5   |

## Samenvatting
| Competitie      | Totaal gespeeld | Winst San Marino | Gelijk | Winst Zweden | Doelsaldo San Marino – Zweden |
| --------------- | --------------- | ---------------- | ------ | ------------ | ----------------------------- |
| EK-kwalificatie | 4               | 0                | 0      | 4            | 0 − 22                        |
| Totaal          | 4               | 0                | 0      | 4            | 0 − 22                        |

## Details

### Eerste ontmoeting
| EK 2004 kwalificatie (Serravalle, San Marino, 7 juni 2003): |              | |
| San Marino | 0 – 6        | Zweden |
| | goals        | 16' Mattias Jonson 52' Marcus Allbäck 55' Fredrik Ljungberg 60' Mattias Jonson 71' Mattias Jonson 86' Marcus Allbäck                                                              |
| Giampaolo Mazza | bondscoach   | Lars Lagerbäck en Tommy Söderberg |
| Federico Gasperoni Carlo Valentini 66' Mirko Gennari Nicola Albani Simone Bacciocchi Ivan Matteoni Brian Gasperoni Lorenzo Moretti 86' Paolo Montagna Andy Selva Damiano Vannucci 77' | opstellingen | Andreas Isaksson Teddy Lučić Olof Mellberg Andreas Jakobsson Erik Edman 73' Johan Mjällby Andreas Andersson 57' Kim Källström 73' Fredrik Ljungberg Marcus Allbäck Mattias Jonson |
| Ermanno Zonzini 66' Marco de Luigi 77' Roberto Selva 86' | wissels      | 57' Anders Svensson 73' Mikael Nilsson 73' Andreas Johansson |
| Lorenzo Moretti 53' | gele kaarten | |

### Tweede ontmoeting
| EK 2004 kwalificatie (Gotenburg, Zweden, 6 september 2003): |              | |
| Zweden | 5 – 0        | San Marino |
| Mattias Jonson 33' Andreas Jakobsson 49' Zlatan Ibrahimović 56' Kim Källström 68' (pen.) Zlatan Ibrahimović 83' (pen.)                                                              | goals        | |
| Lars Lagerbäck en Tommy Söderberg | bondscoach   | Giampaolo Mazza |
| Andreas Isaksson Teddy Lučić Olof Mellberg Michael Svensson Erik Edman Andreas Jakobsson 64' Mikael Nilsson Anders Svensson 64' Kim Källström Zlatan Ibrahimović Mattias Jonson 72' | opstellingen | Federico Gasperoni Carlo Valentini 25' Mirko Gennari Nicola Albani Ivan Matteoni Simone Bacciocchi Michele Marani 84' Lorenzo Moretti Paolo Montagna 8' Alex Gasperoni Damiano Vannucci |
| Tobias Linderoth 64' Andreas Johansson 64' Niklas Skoog 72' | wissels      | 8' Ermanno Zonzini 25' Luca Nanni 84' Andy Selva |
| | gele kaarten | 66' Ivan Matteoni |

### Derde ontmoeting
| EK 2012 kwalificatie (Malmö, Zweden, Zweden, 7 september 2010): |              | |
| Zweden | 6 – 0        | San Marino |
| Zlatan Ibrahimović 7' Davide Simoncini 12' (e.d.) Aldo Simoncini 26' (e.d.) Andreas Granqvist 51' Zlatan Ibrahimović 77' Marcus Berg 90+3'                                           | goals        | |
| Erik Hamrén | bondscoach   | Giampaolo Mazza |
| Johan Wiland Mikael Lustig Olof Mellberg Daniel Majstorović Behrang Safari Pontus Wernbloom 69' Kim Källström Sebastian Larsson Ola Toivonen 46' Emir Bajrami Zlatan Ibrahimović 82' | opstellingen | Aldo Simoncini 79' Simone Bacciocchi 72' Nicola Chiaruzzi Alessandro Della Valle Pier Filippo Mazza Davide Simoncini Fabio Vitaioli Damiano Vannucci 56' Manuel Marani Andy Selva Matteo Vitaioli |
| Andreas Granqvist 46' Johan Elmander 69' Marcus Berg 82' | wissels      | 56' Maicol Berretti 72' Alex Gasperoni 79' Carlo Valentini |
| | gele kaarten | 26' Manuel Marani 59' Fabio Vitaioli |
| Olof Mellberg 34' | rode kaarten | |

### Vierde ontmoeting
| EK 2012 kwalificatie (Serravalle, San Marino, Zweden, 6 september 2011): |              | |
| San Marino | 0 – 5        | Zweden |
| | goals        | 64' Kim Källström 81' Martin Olsson 70' Christian Wilhelmsson 89' Tobias Hysén 90+3' Christian Wilhelmsson                                                                                  |
| Giampaolo Mazza | bondscoach   | Erik Hamrén |
| Federico Valentini Fabio Vitaioli Damiano Vannucci Fabio Bollini 84' Davide Simoncini Simone Bacciocchi Matteo Vitaioli Michele Cervellini Matteo Coppini 71' Andy Selva Manuel Marani 56' | opstellingen | Andreas Isaksson Mikael Lustig Andreas Granqvist Daniel Majstorović Kim Källström Martin Olsson 57' Ola Toivonen Christian Wilhelmsson 65' Rasmus Elm Zlatan Ibrahimović 67' Johan Elmander |
| Giacomo Benedettini 56' Matteo Andreini 71' Alex Gasperoni 84' | wissels      | 57' Sebastian Larsson 65' Anders Svensson 67' Tobias Hysén |
| Fabio Vitaioli 12' Manuel Marani 20' Simone Bacciocchi 51' Fabio Bollini 62' Federico Valentini 73'                                                                                        | gele kaarten | 20' Rasmus Elm |
| Davide Simoncini 33', 53' | rode kaarten | |

FSGC · A-internationals · Bondscoaches · Statistieken · San Marino U21 · San Marino U19 · San Marino U18 · San Marino U17 · San Marino U16
1986 – 1989 · 1990 – 1999 · 2000 – 2009 · 2010 – 2019 · 2020 – 2029
2000 · 2001 · 2002 · 2003 · 2004 · 2005 · 2006
Albanië · 
Andorra ·
Azerbeidzjan ·
België · 
Bosnië en Herzegovina · 
Bulgarije ·
Canada ·
Cyprus ·
Denemarken ·
Duitsland · 
Engeland · 
Estland · 
Faeröer · 
Finland · 
Gibraltar · 
Griekenland · 
Hongarije · 
Ierland · 
IJsland ·
Israël · 
Italië · 
Kaapverdië ·
Kazachstan ·
Kosovo ·
Kroatië · 
Letland · 
Libanon · 
Liechtenstein · 
Litouwen · 
Luxemburg ·
Malta ·
Moldavië ·
Montenegro ·
Nederland · 
Noord-Ierland · 
Noorwegen ·
Oekraïne ·
Oostenrijk · 
Polen · 
Roemenië · 
Rusland · 
Saint Kitts en Nevis ·
Saint Lucia ·
Schotland · 
Servië en Montenegro · 
Seychellen ·
Slovenië · 
Slowakije · 
Spanje · 
Syrië ·
Tsjechië · 
Turkije · 
Wales · 
Wit-Rusland · 
Zweden · 
Zwitserland
Nederland (2011)
SvFF · A-internationals · Selecties · Bondscoaches · Zweeds vrouwenelftal · Olympisch elftal · Zweden U21 · Zweden U20 · Zweden U19 · Zweden U18 · Zweden U17 · Zweden U16 · Vrouwen U17
1908 – 1919 ·
1920 – 1929 ·
1930 – 1939 ·
1940 – 1949 ·
1950 – 1959 ·
1960 – 1969 ·
1970 – 1979 ·
1980 – 1989 ·
1990 – 1999 ·
2000 – 2009 ·
2010 – 2019 ·
2020 − 2029
EK 1960 · 
EK 1964 · 
EK 1968 · 
EK 1972 · 
EK 1976 · 
EK 1980 · 
EK 1984 · 
EK 1988 · 
EK 1992 ·
EK 1996 · 
EK 2000 ·
EK 2004 ·
EK 2008 ·
EK 2012 · 
EK 2016 · 
EK 2020
WK 1930 · 
WK 1934 ·
WK 1938 ·
WK 1950 ·
WK 1954 · 
WK 1958 ·
WK 1962 · 
WK 1966 · 
WK 1970 ·
WK 1974 ·
WK 1978 ·
WK 1982 · 
WK 1986 · 
WK 1990 ·
WK 1994 ·
WK 1998 · 
WK 2002 ·
WK 2006 ·
WK 2010 · 
WK 2014 · 
WK 2018
OS 1908 · 
OS 1912 · 
OS 1920 · 
OS 1924 · 
OS 1928 · 
OS 1932 · 
OS 1936 · 
OS 1948 · 
OS 1952 · 
OS 1956 · 
OS 1964 · 
OS 1968 · 
OS 1972 · 
OS 1976 · 
OS 1980 · 
OS 1984 · 
OS 1988 · 
OS 1992 · 
OS 1996 · 
OS 2000 · 
OS 2004 · 
OS 2008 · 
OS 2012 · 
OS 2016
1908 · 
1909 · 
1910 · 
1911 · 
1912 · 
1913 · 
1914 · 
1915 · 
1916 · 
1917 · 
1918 · 
1919 · 
1920 · 
1921 · 
1922 · 
1923 · 
1924 · 
1925 · 
1926 · 
1927 · 
1928 · 
1929 · 
1930 · 
1931 · 
1932 · 
1933 · 
1934 · 
1935 · 
1936 · 
1937 · 
1938 · 
1939 · 
1940 ·
1941 ·
1942 ·
1943 ·
1944  ·
1945 · 
1946 · 
1947 · 
1948 · 
1949 · 
1950 · 
1952 · 
1952 · 
1953 · 
1954 · 
1955 · 
1956 · 
1957 · 
1958 · 
1959 ·
1960 · 
1961 · 
1962 · 
1963 · 
1964 · 
1965 · 
1966 · 
1967 · 
1968 · 
1969 ·
1970 · 
1971 · 
1972 · 
1973 · 
1974 · 
1975 · 
1976 · 
1977 · 
1978 · 
1979 ·
1980 · 
1981 · 
1982 · 
1983 · 
1984 · 
1985 · 
1986 · 
1987 · 
1988 · 
1989 · 
1990 · 
1991 · 
1992 · 
1993 · 
1994 · 
1995 · 
1996 · 
1997 · 
1998 · 
1999 · 
2000 · 
2001 · 
2002 · 
2003 · 
2004 · 
2005 · 
2006 · 
2007 · 
2008 · 
2009 · 
2010 · 
2011 · 
2012 · 
2013 · 
2014 · 
2015 · 
2016 · 
2017 · 
2018 ·
2019 ·
2020 ·
2021
Albanië ·
Algerije ·
Argentinië ·
Armenië ·
Australië ·
Azerbeidzjan ·
Bahrein ·
Barbados ·
België ·
Bosnië en Herzegovina ·
Botswana ·
Brazilië ·
Bulgarije ·
Chili ·
China ·
Colombia ·
Costa Rica ·
Cuba ·
Cyprus ·
DDR ·
Denemarken ·
Duitsland ·
Ecuador ·
Egypte ·
Engeland ·
Estland ·
Faeröer ·
Finland ·
Frankrijk ·
Georgië ·
Griekenland ·
Hongarije ·
Ierland ·
IJsland ·
Iran ·
Israël ·
Italië ·
Ivoorkust ·
Jamaica ·
Japan ·
Joegoslavië ·
Jordanië ·
Kameroen ·
Kazachstan ·
Kosovo ·
Kroatië ·
Letland ·
Liechtenstein ·
Litouwen ·
Luxemburg ·
Maleisië ·
Malta ·
Mexico ·
Moldavië ·
Montenegro ·
Nederland ·
Nieuw-Zeeland ·
Nigeria ·
Noord-Ierland ·
Noord-Korea ·
Noord-Macedonië ·
Noorwegen ·
Oekraïne ·
Oezbekistan ·
Oman ·
Oostenrijk ·
Paraguay ·
Peru ·
Polen ·
Portugal ·
Qatar ·
Roemenië ·
Rusland ·
San Marino ·
Saoedi-Arabië ·
Schotland ·
Senegal ·
Servië ·
Singapore ·
Slovenië ·
Slowakije ·
Sovjet-Unie ·
Spanje ·
Syrië ·
Thailand ·
Trinidad en Tobago ·
Tsjechië ·
Tsjecho-Slowakije ·
Tunesië ·
Turkije ·
Uruguay ·
Venezuela ·
Verenigde Arabische Emiraten ·
Verenigde Staten ·
Verenigd Koninkrijk ·
Wales ·
Wit-Rusland ·
Zuid-Afrika ·
Zuid-Korea ·
Zwitserland
Brazilië (1958) ·
Duitsland (2006) ·
Duitsland (2018) ·
Engeland (2006) ·
Engeland (2012) ·
Engeland (2018) ·
Frankrijk (2012) ·
Griekenland (2008) ·
Ierland (2016) ·
Italië (2016) ·
Mexico (2018) ·
Oekraïne (2012) ·
Oekraïne (2021) ·
Paraguay (2006) ·
Polen (2021) ·
Rusland (2008) ·
Slowakije (2021) ·
Spanje (2008) ·
Spanje (2021) ·
Trinidad en Tobago (2006) ·
Zuid-Korea (2018) ·
Zwitserland (2018)